# Etoile (motorfiets)
Etoile is een Frans historisch merk van motorfietsen.
De bedrijfsnaam was: Moteurs et Motocycles Etoile, Paris.
Etoile begon in 1933 met de productie van lichte motorfietsen, waarvoor men inbouwmotoren bij Aubier Dunne inkocht. Dit waren tweetaktmotortjes van 98- tot 981 cc. In 1939 moest de productie worden beëindigd.